# Ристо Давчевски
Ристо Давчевски (на македонска литературна норма: Ристо Давчевски) е поет, разказвач, романист, автор на драми и детски писател от Република Македония.

## Биография
Роден е на 6 март 1939 година в Долни Дисан, тогава в Югославия. Завършва Философския факултет на Скопския университет. Започва работа като редактор в Македонското радио. Член е на Дружеството на писателите на Македония от 1971 година. Давчевски умира в Скопие на 14 септември 2009 година.

## Творчество
- Дождовни капки (поезия за деца, 1964),
- Далечна прошетка (разкази за деца, 1965),
- Дремко и Спанко (едноактова пиеса, 1970),
- Бескрајна приказна (разкази, 1972),
- Мустаќите на генералот Рококајко (комедия, 1972),
- Сказна за притвореното чудовиште (повест, 1973),
- Граѓаните од Јадиград (приказки, 1980),
- Поход на сончогледите (едноактова пиеса, 1985),
- Важно е другите што ќе речат (басни, 1985),
- Собир на враните (басни, 1988),
- Волшебна сликовница (приказка, 1989),
- Изедени прогнози (поезия, 1990),
- Раните на љубовта (роман, 1991),
- Која е добрата мајка (роман, 1992),
- Внукот на Итар Пејо (роман, 1993),
- Старецот со дамкаво лице (роман, 1994),
- Дворец на опачини (драма, трилогия, 1995),
- Мачори на панаѓур (радиодрами, 1995),
- Весела сцена (едноактова пиеса, 1995),
- Сонети за мама (поезия, 1996),
- Авантурите на дедо Мраз (приказка, 1997),
- Принцот Кристијан (роман, 1998),
- Маршот на зелените (роман, 2000).